# Culicoides niger
Culicoides niger är en tvåvingeart som beskrevs av Dzhafarov 1960. Culicoides niger ingår i släktet Culicoides och familjen svidknott. Inga underarter finns listade i Catalogue of Life.